# جینکس
جینکس (به انگلیسی: Jinx) یک بازی کودکانه است که با به زبان آوردن همزمان یک کلمه یا عبارت به صورت سهوی یا عمدی آغاز می‌شود. جینکس در لغت به معنای «بدشانسی» است.

## قوانین
بازی وقتی شروع می‌شود که حداقل دو نفر، یک کلمه یا عبارت را همزمان بگویند. سپس کسی که زودتر واژهٔ «جینکس» را به زبان آورد، طرف مقابل را جینکس کرده‌است. جینکس‌شده باید ساکت بماند تا زمانی که جینکس بشکند. جینکس زمانی می‌شکند که کسی (شخص ثالث حتی خارج از بازی یا جینکس‌کننده) اسم جینکس‌شده را صدا بزند یا جینکس‌شده طاقت نیاورد و حرف بزند که در این صورت باید جریمه بپردازد. جریمهٔ شکستن جینکس، نیشگون یا سیلی یا مشت است. دعوت به یک لیوان نوشابهٔ مجانی نیز از دیگر جریمه‌های شکستن جینکس است.